# أسلوب الوعظ للسود
يُعرف أسلوب الوعظ للسود، أو أسلوب التبشير للسود، هو أسلوب لإنشاء وإلقاء الخطب لـالأمريكيين الأفارقة. وهو أسلوب يسعى للتبشير برسائل تدعو إلى الحكمة والأبعاد العاطفية للإنسانية. وتنتهي جذور هذا الأسلوب في التجارب المؤلمة للسود أثناء عصر العبودية في الولايات المتحدة، وكذلك التجارب المؤلمة التي وقعت خلال عصر جيم كرو وما لحقه من تمييز.

## المظاهر
حدد العلماء والممارسون على نطاق واسع أربعة عناصر من هذا الأسلوب، الذي استمر على نطاق واسع في العصر الحديث. أولاً، تأكيد الوعظ على حرية الواعظ في امتلاك الهوية الأصلية السوداء وأنه ليس من الضروري التحلي بشخصية زائفة لإرضاء توقعات معينة من أفراد المجتمع المهيمن.
ثانيًا، يتميز الوعظ بمجموعة متنوعة من العبارات البلاغية التي تشتمل في كثير من الأحيان على المبالغة الرنانة ولغة الجسد المتوافقة والألفاظ الموسيقية. ثالثًا، غالبا ما يزخر هذا الأسلوب بالتحدي ضد الهياكل المجتمعية السائدة ويؤكد على كيفية تحول كيان الأفراد من خلال العلاقة مع الله. وأخيرًا، هناك اعتراف بالتواصل التاريخي مع الأجداد وكفاحهم.
وقد نُظم بعض الشعر الأمريكي الإفريقي وغيره من الأدب بأسلوب الوعظ المذكور.

## وصلات خارجية
- “SoulPreaching.Com - Celebrating the African American Preaching Tradition”
- “African American Lectionary”